# Eupithecia idalia
Eupithecia idalia es una especie de polilla de la familia Geometridae. La especie fue descrita por primera vez por Paul Dognin habiendo sido descrita en 1890, con distribución en Ecuador. El holotipo de la especie fue descrita en los alrededores del sector El Monje, al sur de la ciudad de Loja.

## Descripción
Es una polilla pequeña con una envergadura de 21 milímetros (0,8 plg). El ala superior es de color marrón rojizo, manchada de negro, con gran cantidad de líneas blancas, transversales y onduladas. Varias de estas líneas están unidas una al lado de la otra, la línea central, más ancha, contiene el punto celular negro. Las alas inferiores son de color gris, más pálida hacia la base con el punto celular débilmente marcado y con flecos alternados de color blanco y negro.